# تومور استخوان

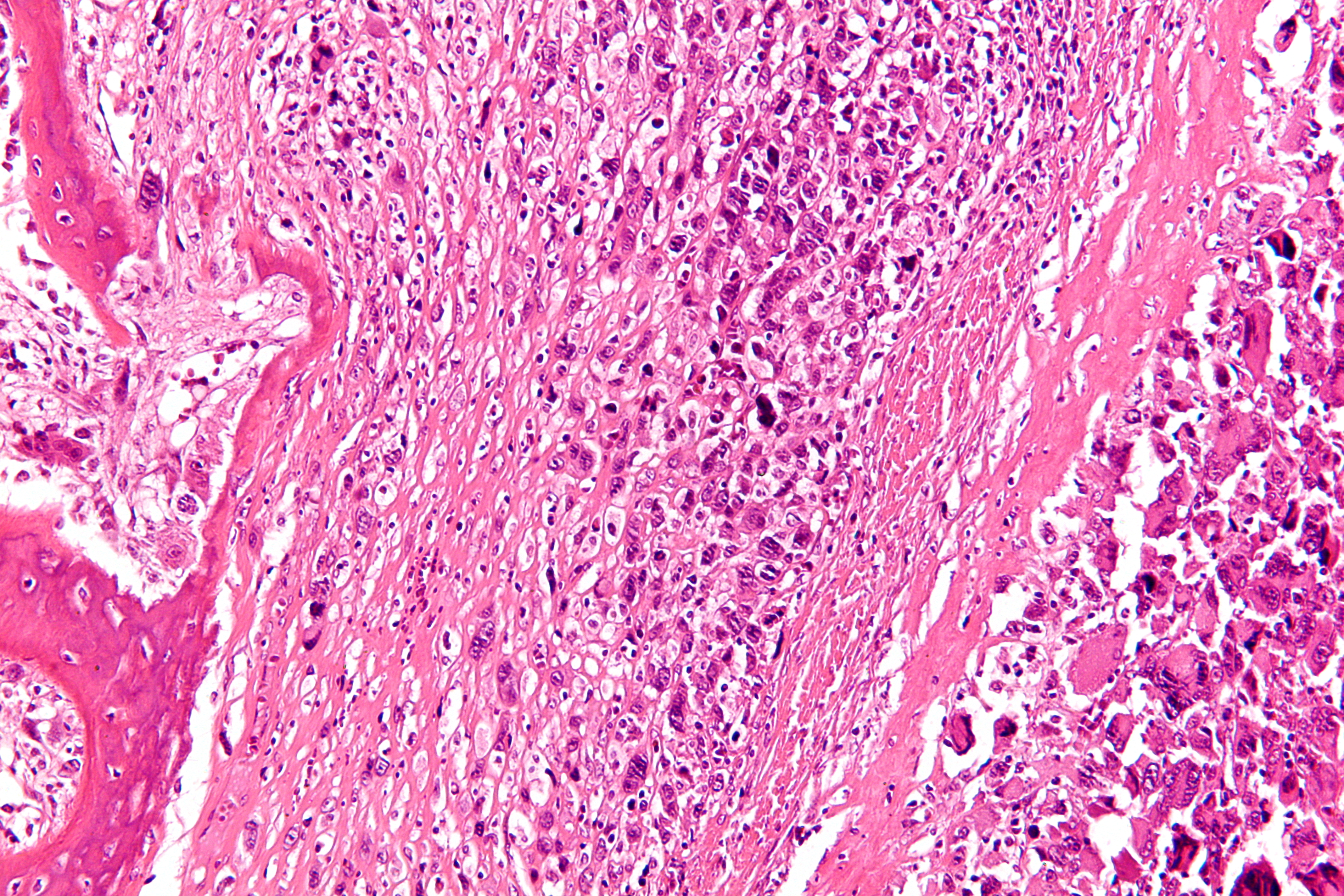
تصویر بافت‌شناسی یک استئوسارکوم پیشرفته (رنگ‌آمیزی هماتوکسیلین-ائوزین): استئوسارکوم نوعی از تومور استخوان است که در نوجوانان و جوانان پسر شیوع بیشتری دارد. استئوسارکوم‌ها طی پیشرفت خود استئویید (جزء ارگانیک خارج سلولی استخوان) را تشکیل می‌دهند که در رنگ‌آمیزی هماتوکسیلین-ائوزین به رنگ صورتی ملایم است.

سرطان استخوان یا تومور استخوان (به انگلیسی: Bone tumor) به رشد نئوپلاسم بافت استخوانی اشاره می‌کند. رشد ناهنجار استخوان می‌تواند بدخیم یا خوش‌خیم باشد.

## طبقه‌بندی
می‌توان این تومور را به تومورهای ابتدایی که در بافت‌ها و سلول‌های مشتق شده از استخوان به وجود می‌آیند یا تومورهای ثانویه که به استخوان متاستاز می‌دهند دسته‌بندی نمود.
تومورهای خوش‌خیم اولیه مانند: استئوما، استئوئید استئوما، استئوکندروما، استئوبلاستوما، انکندروما، جاینت سل تومور استخوان، کیست آنوریسمال استخوان، و دیسپلازی فیبروی استخوان.
تومورهای بدخیم اولیه مانند: استئوسارکوما، کندروسارکوما، Ewing's sarcoma, فیبروسارکوما.
تومورهای ثانویه مانند: متاستاز از سرطان پستان، سرطان ریه و سرطان پروستات.